# 현광
현광(玄光, ?~?)은 6세기경 백제의 고승이다. 《송고승전(宋高僧傳)》 제18권에는 "진신라국현광전(陳新羅國玄光傳)"이라는 제목 하에 현광에 대한 전기가 들어 있다.
《송고승전》에 나타난 제목에 의거하여 현광이 진나라(陳: 557~589) 때에 활동한 신라의 승려라고 보는 견해도 있다. 그러나 한국의 고대 불교 전공 학자들에 따르면 현광이 백제의 승려인 것이 확실하다.
현광은 웅주(熊州: 백제의 옛 수도였던 지금의 충청남도 공주시)에서 태어났으며, 중국 진나라(陳: 557~589)에 가서 중국 천태종의 종조인 천태지자대사(天台智者大師) 지의(智顗: 538-597)의 스승이었던 남악대사(南嶽大師) 혜사(慧思: 515~577)로부터 법화삼매(法華三昧)를 배우고 돌아와서 웅주(熊州) 옹산(翁山)에 절을 짓고 법화를 전함으로써 한국의 법화종(法華宗)의 조사가 되었다.

## 참고 문헌
- 이 문서에는 다음커뮤니케이션(현 카카오)에서 GFDL 또는 CC-SA 라이선스로 배포한 글로벌 세계대백과사전의 내용을 기초로 작성된 글이 포함되어 있습니다.